# I Gran Trofeu Jorba-Preciados
El I Gran Trofeu Jorba-Preciados tingué lloc el 27 de setembre de 1964 a l'avinguda del Portal de l'Àngel de Barcelona, en el marc de les festes de la Mercè. Va ser el dotzè concurs de castells de la història i la primera de les tres edicions del Gran Trofeu Jorba-Preciados, celebrades els anys 1964, 1965 i 1966. Fou un concurs de castells organitzat per la casa comercial Jorba-Preciados, formada pels grans magatzems manresans Jorba i les madrilenyes Galerías Preciados.
Hi participaren les set colles aleshores existents, que per ordre de classificació van ser: la Colla Vella dels Xiquets de Valls, la Colla Vella dels Xiquets de Tarragona, els Nens del Vendrell, els Castellers de Vilafranca, la Colla Nova dels Xiquets de Tarragona, els Minyons de l'Arboç i la Muixerra de Valls —actual Colla Joves Xiquets de Valls. La victòria fou per la Colla Vella dels Xiquets de Valls, que van descarregar el 5 de 7, el 2 de 7, que fou el màxim castell assolit en aquell concurs, i el 3 de 7, a més de fer un intent de 4 de 8.

## Concurs
El concurs va començar a les onze del matí del 27 de setembre de 1964 a l'avinguda del Portal de l'Àngel de Barcelona, lloc on hi havia la seu de la Jorba-Preciados, l'empresa patrocinadora i organitzadora de l'esdeveniment. La Colla Vella dels Xiquets de Valls, liderada per Josep Gasque, àlies Pep de la Llet, com a cap de colla, va guanyar el títol de campiona amb relativa superioritat a la resta de colles, ja que va ser l'única que va descarregar el 2 de 7; si bé dues colles més el van provar sense sort, els Castellers de Vilafranca i la Muixerra de Valls. La Colla Vella vallenca també va descarregar el 5 de 7 i el 3 de 7, a més de fer un intent fallit de 4 de 8. Fou la quarta victòria consecutiva de la Colla Vella en un concurs de castells des de la seva refundació el 1947, les tres primeres de les quals foren aconseguides el 1954 al IV Concurs de castells de Tarragona, el 1956 al V Concurs de castells de Tarragona i el 1962 al concurs de castells de Vilafranca.
En segona posició, la Colla Vella dels Xiquets de Tarragona va fer una bona actuació per al nivell d'aleshores de les colles tarragonines. Van descarregar el 4 de 7 amb l'agulla i el 3 de 7 i carregar el 3 de 7 aixecat per sota. Els Nens del Vendrell, malgrat assolir només dos castells, van quedar en tercer lloc descarregant el 5 de 7 i el 4 de 7 amb l'agulla. Va fallar, però, en l'intent de 3 de 7 aixecat per sota i 4 de 8. Els Castellers de Vilafranca, quarts, van descarregar el 3 de 7 i el 4 de 7 i carregar el 4 de 7 amb l'agulla, castell que ja havien descarregat un cop aquell any el 31 d'agost en la diada de Sant Ramon, a més de provar sense sort el 2 de 7. La Colla Nova dels Xiquets de Tarragona i els Minyons de l'Arboç van quedar empatades ex aequo fent els mateixos castells, 4 de 7, 3 de 7 i 2 de 6. En setè i últim lloc, la Muixerra de Valls només va poder descarregar el 3 de 7, i va fer llenya en els intents de 3 de 7 aixecat per sota, pilar de 6 i 2 de 7. El mal resultat precipitaria la desaparició de la colla aquella temporada.

### Normativa
| Castell | Punts |
| ------- | ----- |
| 2de6    | 75    |
| 4de7    | 100   |
| 3de7    | 200   |
| 4de7a   | 300   |
| 5de7    | 400   |
| 3de7ps  | 500   |
| 2de7    | 600   |
| 4de8    | 700   |
| 3de8    | 900   |
| Pde6    | 1.000 |

Les bases del concurs establien el format d'actuació, la taula de puntuacions i els descomptes aplicats en els següents casos. La normativa fou la mateixa, amb unes petites variacions, en les tres edicions del Gran Trofeu Jorba-Preciados.
- Puntuaven els tres castells més valorats.
- El format era de tres rondes, amb la possibilitat de repetició per cada ronda, més una quarta.
- Descompte del 10% pels castells carregats.
- Descompte de 5 punts als castells assolits a la quarta ronda.
- Descompte del 10% si l'enxaneta no baixava pel costat oposat al de pujada (1964) o del 5% (1965).
- Descompte d'1 punt si el castell era desmuntat un cop col·locats els segons.
- Descompte de 10 punts si el castell era desmuntat un cop col·locats els terços.

## Resultats
| Resultat              |
| --------------------- |
| Descarregat (D)       |
| Carregat (C)          |
| Intent (I)            |
| Intent desmuntat (ID) |

### Classificació
En el I Gran Trofeu Jorba-Preciados hi van participar les set colles aleshores existents.
Llegenda